# Irena Chřibková

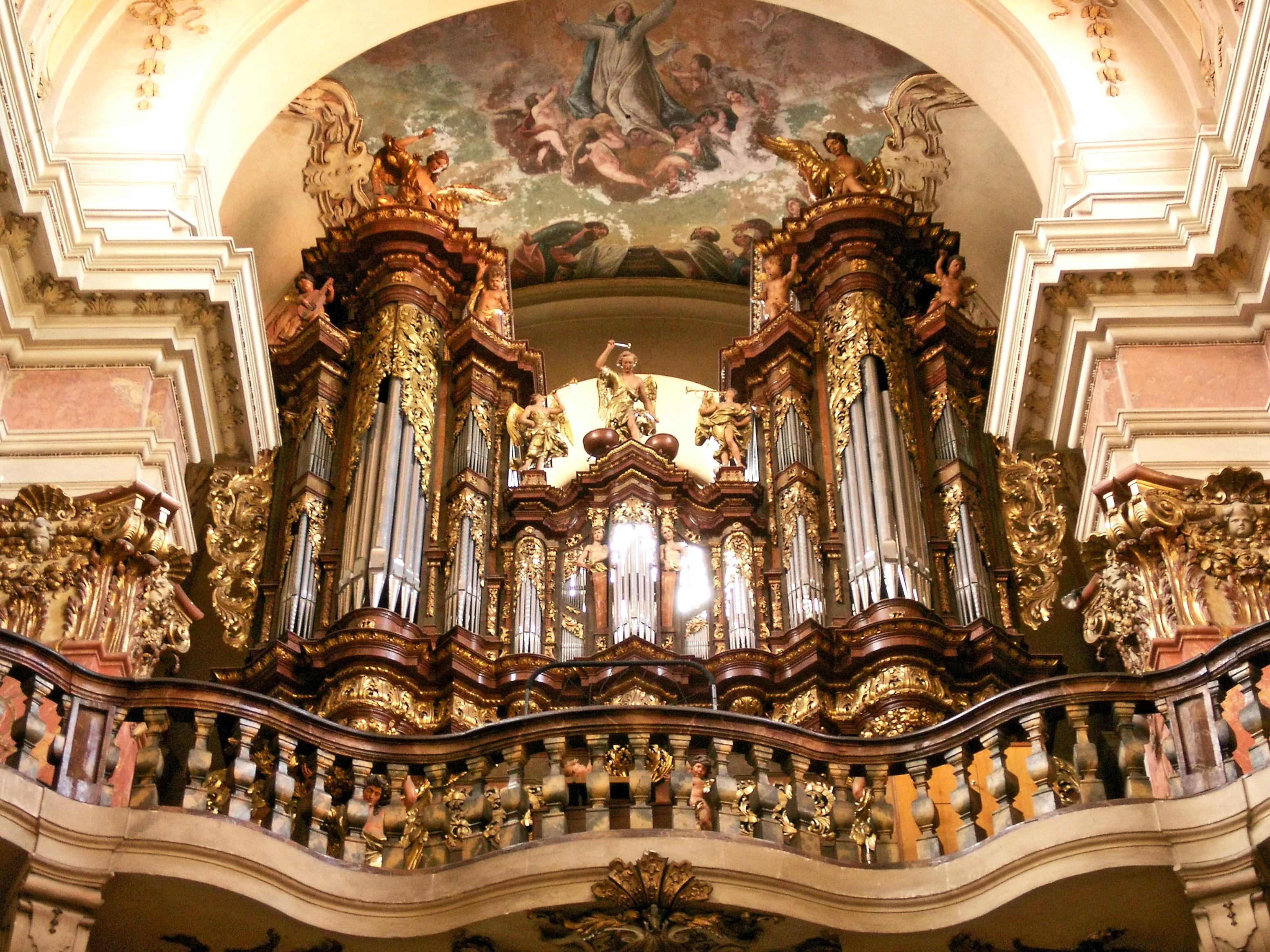
Orgue à quatre claviers manuels de la basilique Saint-Jacques, dont elle est organiste titulaire

Irena Chřibková, née le 22 juillet 1959 à Bohumín (Tchécoslovaquie), est une organiste tchèque.

## Biographie
Irena Chřibková a étudié au Conservatoire de Kroměříž (cs) avec  Karel Pokora, à la faculté de musique et de danse (cs) (HAMU) de l'AMU (Prague) avec Milan Šlechta, au Conservatoire de Rueil-Malmaison avec Susan Landale. Elle a enseigné au conservatoire de Kroměříž de 1988 à 1994, et depuis lors à Prague.
Depuis 1996, elle est directrice du Festival international d'orgue (en) qui se tient dans la basilique Saint-Jacques-le-Majeur de la vieille ville de Prague, dont elle est organiste titulaire. Elle a fondé l'agence « Audite Organum », qui organise des concerts dans la basilique Saint-Jacques. Elle a été membre de jurys de concours d'orgue comme le Concours international d'interprétation de Brno (en) ou le Concours international pour jeunes organistes Petr-Eben (en).

## Distinctions
- 1978 : Deuxième prix du Concours des jeunes organistes d'Opava
- 1988 : Finaliste du Grand Prix de Bordeaux